# Мале Веселе
Мале Веселе (з 1930 до 19 травня 2016 — Радгоспне) —  селище в Україні, у Харківському районі Харківської області. Населення становить 0 осіб. Колишній орган місцевого самоврядування — Веселівська сільська рада.

## Географія
Селище Мале Веселе розміщене на відстані 2 км від Муромського водосховища. На відстані 1,5 км розташоване село Веселе.